# Benji Núñez
Benjamín Rafael Núñez Rodríguez (San Bartolomé de Tirajana, Las Palmas, 15 de mayo de 1995), conocido como Benji Núñez, es un futbolista profesional hispano-dominicano. Se desempeña en el terreno de juego como lateral derecho y su actual equipo es el Club de Fútbol Villanovense de la Segunda Federación de España. Es internacional absoluto con la selección de la República Dominicana.
Es el hermano gemelo de Fran Núñez.

## Clubes
| Club               | País   | Año         |
| ------------------ | ------ | ----------- |
| Real Ávila         | España | 2014 - 2015 |
| U. D. Las Palmas C | España | 2017 - 2019 |
| A. D. Ceuta F. C.  | España | 2019 - 2022 |
| C. F. Villanovense | España | 2022 -      |

## Selección nacional
Debutó con la Selección de República Dominicana el 16 de noviembre de 2019, en un partido de la Liga de Naciones de la Concacaf contra Santa Lucía.